# Municipio de Woodland (Iowa)
El municipio de Woodland (en inglés: Woodland Township) es un municipio ubicado en el condado de Decatur en el estado estadounidense de Iowa. En el año 2010 tenía una población de 110 habitantes y una densidad poblacional de 1,17 personas por km².

## Geografía
El municipio de Woodland se encuentra ubicado en las coordenadas 40°40′39″N 93°36′30″O / 40.67750, -93.60833. Según la Oficina del Censo de los Estados Unidos, el municipio tiene una superficie total de 94.17 km², de la cual 94,17 km² corresponden a tierra firme y (0 %) 0 km² es agua.

## Demografía
Según el censo de 2010, había 110 personas residiendo en el municipio de Woodland. La densidad de población era de 1,17 hab./km². De los 110 habitantes, el municipio de Woodland estaba compuesto por el 100 % blancos. Del total de la población el 0 % eran hispanos o latinos de cualquier raza.